# دبلیودبلیوئی را
دبلیودبلیوئی راو (به انگلیسی: WWE Monday Night Raw) یا به عبارتی خلاصه‌تر راو یک برنامه تلویزیونی کشتی حرفه‌ای است که در غروب دوشنبه‌ها به وقت شرق آمریکا به صورت زنده از نتفلیکس پخش می‌شود. این برنامه اولین قسمت خود را در ۱ ژانویه ۱۹۹۳ به روی آنتن برد و تاکنون هر هفته پخش می‌شود. این شو و شوی اسمکداون، مهم‌ترین شوهای کمپانی دبلیودبلیوئی می‌باشند.
در سپتامبر ۲۰۰۰، دبلیودبلیوئی به‌دلیل اختلاف با یو‌اس‌ای نتورک، با تی‌ان‌ان قرارداد بست و این شو تا ۵ سال از این شبکه که در اوت ۲۰۰۳ به اسپایک تی‌وی تغییر نام داد، پخش می‌شد. در اکتبر ۲۰۰۵، شوی راو به یو‌اس‌ای بازگشت و تا دسامبر ۲۰۲۴ در این شبکه پخش شد و پس از آن به پلتفرم نتفلیکس منتقل شد و با انعقاد قرارداد بین دبلیودبلیوئی و نتفلیکس، حق پخش این شو برای حداقل ۱۰ سال متعلق به این پلتفرم خواهد بود. پس از توقف دبلیودبلیوئی نتورک در آمریکا در آوریل ۲۰۲۱ و انتقال محتواها به پلتفرم پیکاک، اکثر شوهای راو به استثنای آنهایی که در تضاد با قوانین این پلتفرم بودند در آرشیو این سایت قرار دارند. قسمت‌های اخیر این شو نیز تا ۳۰ روز پس از تاریخ پخش اصلی در دسترس خواهند بود.
از ابتدای پخش تاکنون این شو در ۱۷۲ شهر ایالات متحده و در ۱۰ کشور دیگر از جمله: بریتانیا، کانادا، افغانستان (۲۰۰۵)، عراق (۲۰۰۶ و ۲۰۰۷)، آفریقای جنوبی، آلمان، ژاپن، ایتالیا، مکزیک و عربستان سعودی برگزار شده است.